# Teleopsis discrepans
Teleopsis discrepans är en tvåvingeart som först beskrevs av Walker 1856.  Teleopsis discrepans ingår i släktet Teleopsis och familjen Diopsidae. Inga underarter finns listade i Catalogue of Life.